# Kfar Jona
Kfar Jona (hebrejsky כְּפַר יוֹנָה, doslova „Jonova vesnice“, v oficiálním přepisu do angličtiny Kefar Yona, přepisováno též Kfar Yona) je místní rada (menší město) v Izraeli, v Centrálním distriktu. Starostou je Efrajim Deri.

## Geografie

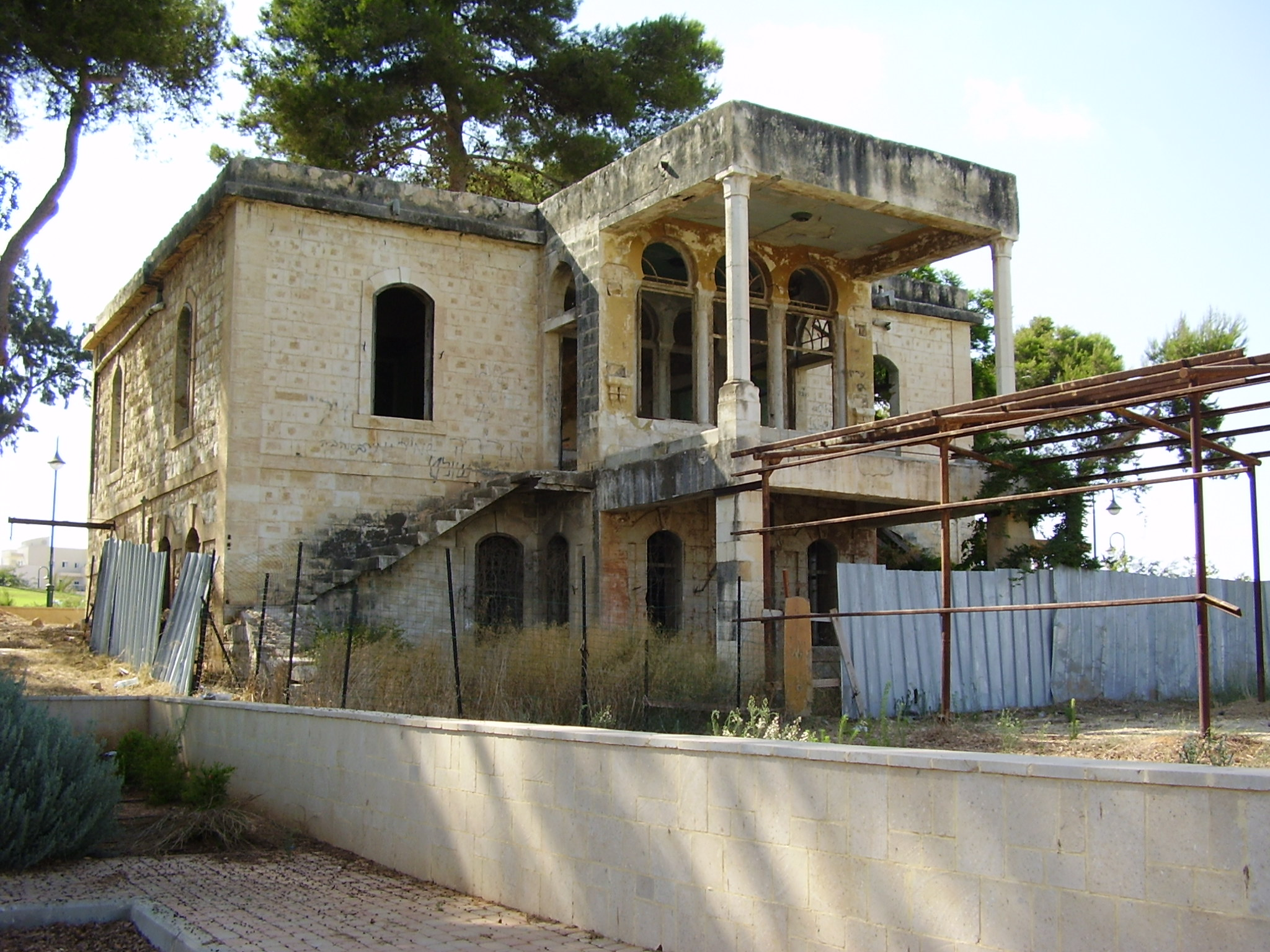
Stará zástavba v Kfar Jona

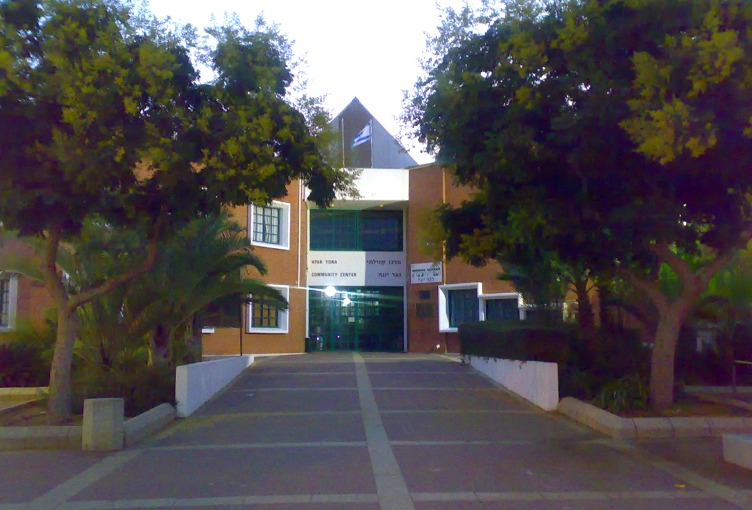
Společenské centrum v Kfar Jona

Leží v nadmořské výšce 50 metrů, cca 30 kilometrů severoseverovýchodně od centra Tel Avivu a cca 7 kilometrů východně od města Netanja, v Izraelské pobřežní planině.
Město je součástí hustě zalidněného sídelního pásu, který volně navazuje na metropolitní oblast Tel Avivu (Guš Dan). Okolí Kfar Jona je prostoupeno rozsáhlými okrsky nezastavěné krajiny s intenzivním zemědělstvím. Osídlení v tomto regionu je v naprosté většině židovské. Město je napojeno na severojižní dopravní tah dálnice číslo 4. Dopravu východozápadním směrem zajišťuje dálnice číslo 57.

## Dějiny
Kfar Jona byl založen roku 1932. Pozemky nutné pro zřízení osady byly vykoupeny roku 1928 nadací Jony Fischera (קרן יונה פישר) pojmenované podle belgického sionistického předáka, jehož jméno pak dalo název i nově zřízené vesnici. Jona Fischer se usadil roku 1927 v osadě Nes Cijona a podílel se na zakoupení zdejších pozemků, které získal od arabských majitelů z nedalekého města Tulkarm. Brzy nato Fischer zemřel a jeho rodina pak pokračovala v jeho aktivitách. Pozemky pro budoucí židovskou osadu prodal arabský statkář Mustafa Bušnak. Kfar Jona vznikla jako zemědělská vesnice typu mošav. K roku 1949 dosahovala plocha obce 5014 dunamů (5,014 kilometrů čtverečních).
Během první arabsko-izraelské války se Kfar Jona nacházela v strategicky významném bodě, odkud mohly arabské invazní armády přetnout židovské pozice v úzkém centrálním pásu pobřežní nížiny. 28. května 1948 předsunuté síly irácké armády skutečně dočasně postoupily až ke Kfar Jona. Později byla ale oblast ovládnuta izraelskou armádou. 11. února 1958 do obce pronikl arabský útočník a zabil jednoho člověka.

## Demografie
Populace v Kfar Jona je převážně sekulární. V roce 2009 se zde uvádí jen čtyřicet ultraortodoxně židovských rodin. Na podzim 2009 v Kfar Jona probíhaly protesty části obyvatel proti plánům stávajícího starosty Efrajima Deriho umožnit v obci vznik ultraortodoxně zaměřené vzdělávací instituce, která by podle odpůrců záměru do Kfar Jona přilákala další nábožensky zaměřené rodiny a změnila by její charakter.
Podle údajů z roku 2009 tvořili naprostou většinu obyvatel Židé – cca 17 200 osob (včetně statistické kategorie "ostatní", která zahrnuje nearabské obyvatele židovského původu ale bez formální příslušnosti k židovskému náboženství, cca 17 600 osob).
Kfar Jona je středně velké sídlo městského typu se setrvalým růstem, který se mimořádně zrychlil po roce 1990, kdy se populace v rozmezí let 1990-2009 více než ztrojnásobila. K 31. prosinci 2017 zde žilo 22 500 lidí. Město počítá v příštích dekádách zvýšit svou populaci na cca 45 000.
| Rok            | 1948 | 1949 | 1950  | 1955  | 1961  | 1972  | 1980  | 1983  | 1990  | 1993  | 1994  | 1995  | 1996  | 1997  | 1998  | 1999  | 2000  |
| -------------- | ---- | ---- | ----- | ----- | ----- | ----- | ----- | ----- | ----- | ----- | ----- | ----- | ----- | ----- | ----- | ----- | ----- |
| Počet obyvatel | 577  | 480  | 1 000 | 2 800 | 2 372 | 2 699 | 3 100 | 3 182 | 4 600 | 5 700 | 6 300 | 6 863 | 7 700 | 8 100 | 8 700 | 9 100 | 9 700 |

| Rok            | 2001   | 2002   | 2003   | 2004   | 2005   | 2006   | 2007   | 2008   | 2009   | 2010   | 2011   | 2012   | 2013   | 2014   | 2015   | 2016   | 2017   |
| -------------- | ------ | ------ | ------ | ------ | ------ | ------ | ------ | ------ | ------ | ------ | ------ | ------ | ------ | ------ | ------ | ------ | ------ |
| Počet obyvatel | 10 400 | 10 900 | 11 500 | 12 400 | 13 300 | 14 100 | 15 100 | 16 090 | 17 602 | 18 800 | 19 500 | 20 000 | 20 500 | 21 200 | 21 600 | 22 300 | 22 500 |